# Bạo loạn tại Điện Capitol Hoa Kỳ 2021
Vào ngày 6 tháng 1 năm 2021, một nhóm người ủng hộ cựu Tổng thống Hoa Kỳ Donald Trump đã nỗ lực lật ngược cuộc bầu cử tổng thống 2020 bằng cách tiến vào Washington, D.C. để xâm chiếm Điện Capitol. Sau khi vượt qua lực lượng an ninh, họ đá phá hoại và chiếm giữ một số phần của tòa nhà trong vài tiếng đồng hồ. Cuộc nổi loạn này xảy ra do Trump kích động trong bài phát biểu tại cuộc biểu tình ngay trước đó. Cuộc xâm chiếm khiến những người ở trong Điện Capitol phải di tản hoặc ẩn nấp tại chỗ và làm gián đoạn hội nghị liên tịch Quốc hội được họp lại để đếm phiếu đại cử tri và chính thức tuyên bố chiến thắng trong cuộc bỏ phiếu của Joe Biden.
Sau khi Trump phàn nàn về những cáo buộc gian lận bầu cử trong cuộc bầu cử tháng 11 năm 2020 trong vài tháng, hàng ngàn người ủng hộ ông tụ họp tại Washington, D.C., vào các ngày 5 và 6 tháng 1 năm 2021 để biểu tình chống kết quả bầu cử đã được chứng nhận và đòi Phó Tổng thống Mike Pence và Quốc hội bác bỏ chiến thắng của Biden. Sáng ngày 6 tháng 1, một đám đông người tụ họp tại cuộc biểu tình "Hãy cứu lấy nước Mỹ" (tiếng Anh: Save America) tại công viên Ellipse để nghe Tổng thống Trump, Donald Trump Jr., Rudy Giuliani, và một số nghị sĩ Quốc hội phát biểu. Trump khuyến khích những người ủng hộ ông hãy "chiến đấu hết sức mình" (fight like hell) để "giành lại đất nước chúng ta " (take back our country) và tuần hành về phía Điện Capitol, trong khi Giuliani, luật sư của ông, kêu gọi một cuộc "xét xử qua giao đấu" (trial by combat). Trump Jr đe dọa sẽ vận động chống lại các nhà lập pháp Cộng hòa từ chối kết quả bầu cử của Đại cử tri đoàn: "chúng tôi sẽ xử lý các ông." (we're coming for you)
Trong bài phát biểu của mình, Trump đã kêu gọi những người ủng hộ của mình tuần hành đến Điện Capitol để gây áp lực nhằm lật ngược kết quả cuộc bầu cử. Sau đó, một đám đông ủng hộ Trump đã tuần hành tới tòa nhà Quốc hội và cuối cùng xông vào tòa nhà này. Quốc hội đang trong phiên họp vào thời điểm đó để tiến hành kiểm phiếu của Cử tri đoàn và tranh luận sau khi Thượng nghị sĩ Ted Cruz của Texas và Dân biểu Paul Gosar của khu vực Bầu cử thứ tư của Arizona phản đối việc kiểm phiếu Đại cử tri Đoàn của Arizona. Những người biểu tình đã vượt qua các hàng rào bảo vệ vào Điện Capitol, bao gồm cả khu vực National Statuary Hall (Trưng bày Điêu khắc Quốc gia) và Thượng viện. Tất cả các tòa nhà trong khu phức hợp Capitol sau đó đã bị phong tỏa, trong khi một số đã được sơ tán.
Hai bên đã chĩa súng vào nhau ở cửa vào các phòng của Hạ viện. Ít nhất một thiết bị nổ tự tạo được cho là đã được tìm thấy trong khuôn viên của Điện Capitol, và một thiết bị khác gần đó tại trụ sở của Ủy ban Quốc gia Đảng Cộng hòa.
Năm người được xác nhận đã thiệt mạng và có những người khác bị thương nặng. Một người phụ nữ biểu tình cố gắng xông vào tòa nhà Hạ viện qua một cánh cửa có rào chắn đã bị lực lượng hành pháp bắn và sau đó đã chết. Cảnh sát Capitol Brian Sicknick tử vong sau khi bị bình chữa cháy đập vào đầu. Các nhà chức trách liên bang đã mở một cuộc điều tra về cái chết của Sicknick. Thêm 3 người biểu tình tử vong khi đang được cấp cứu y tế.
Trump có phản ứng chậm chạp trước cuộc tấn công, đầu tiên ông khước từ yêu cầu cử Lực lượng Vệ binh Quốc gia Đặc khu Columbia đến để dập tắt đám đông, và cuối cùng đăng một video trên tài khoản Twitter của mình ca ngợi những người bạo loạn là "những người yêu nước vĩ đại" nhưng bảo họ "hãy về nhà trong hòa bình" trong khi lặp lại những tuyên bố sai sự thật về gian lận bầu cử. Đám đông được giải tán khỏi Đồi Capitol vào cuối buổi tối hôm đó. Việc kiểm phiếu đại cử tri tiếp tục vào ban đêm và hoàn thành vào sáng sớm ngày hôm sau, với việc Pence tuyên bố Biden và Phó Tổng thống đắc cử Kamala Harris là những người chiến thắng và khẳng định rằng họ sẽ nhậm chức vào ngày 20 tháng 1. Bị chính quyền của ông gây sức ép và từ chối nhiều lần, Trump phát biểu trên truyền hình, cam kết chuyển giao quyền lực có trật tự. Ba ngày sau, vào ngày 9 tháng 1, The New York Times đưa tin rằng Trump nói với các phụ tá Nhà Trắng rằng ông lấy làm tiếc về tuyên bố này và nói rằng ông sẽ không từ chức.
Các sự kiện xảy ra bị các nhà lãnh đạo và các tổ chức chính trị ở Hoa Kỳ và quốc tế lên án. Lãnh đạo Đa số Thượng viện Mitch McConnell gọi cuộc tấn công vào Điện Capitol là một "cuộc nổi dậy thất bại". Pelosi và Lãnh đạo thiểu số Thượng viện Chuck Schumer kêu gọi cách chức Trump, thông qua Tu chính án thứ 25 hoặc bằng cách luận tội. Facebook phản ứng bằng cách khóa tài khoản của Trump và xóa các bài đăng liên quan đến vụ việc, và Twitter phản ứng ban đầu bằng cách khóa tài khoản của ông ta trong 12 giờ, và sau đó đình chỉ vĩnh viễn. Các cuộc bạo loạn và xông vào Điện Capitol được mô tả là hành động phản quốc, nổi dậy, xúi giục nổi loạn, khủng bố trong nước và là nỗ lực của Trump để thực hiện một cuộc đảo chính.

## Bối cảnh

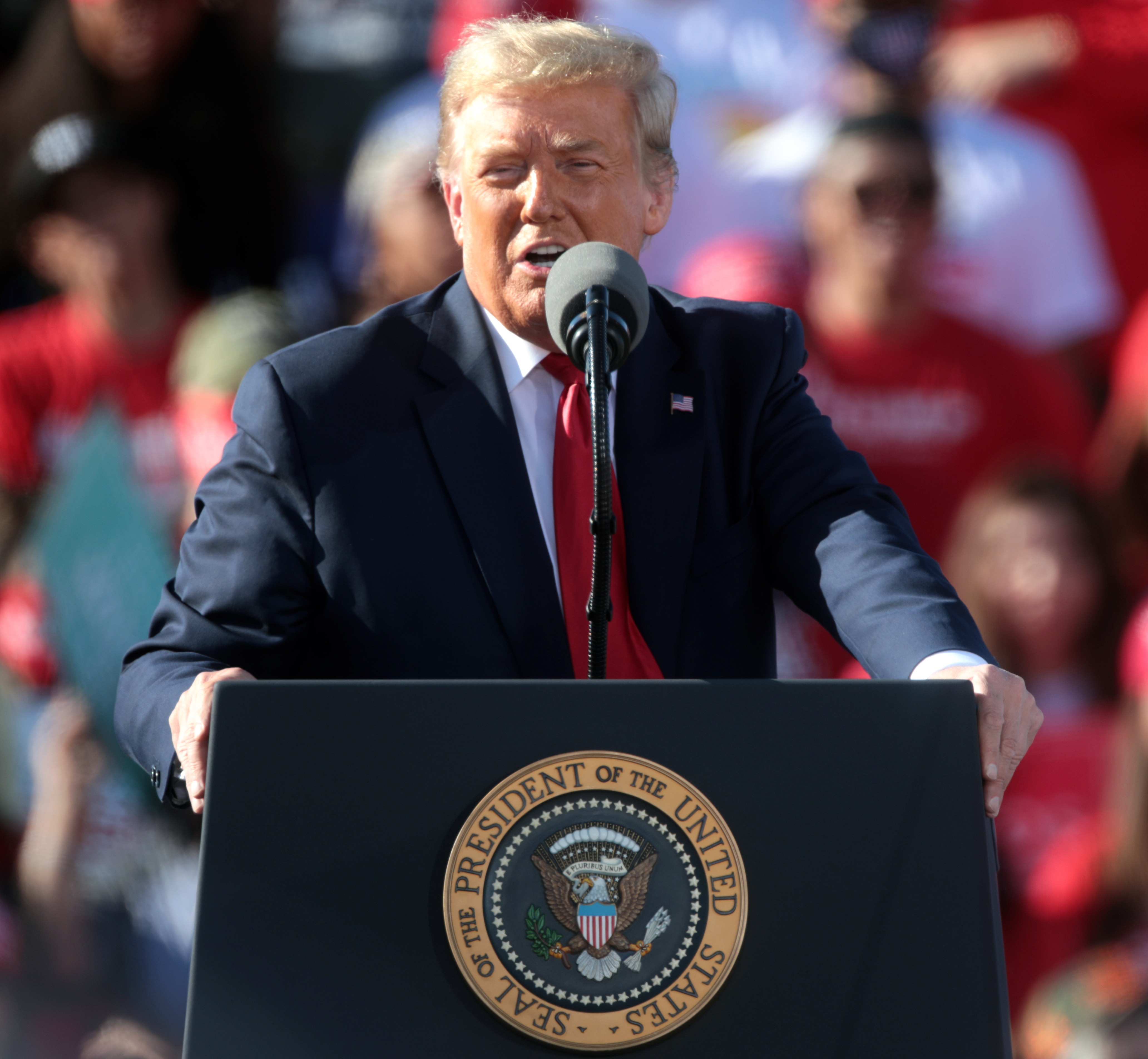
Tổng thống Donald Trump trong một cuộc vận động quần chúng năm 2020

Ngày 3 tháng 11 năm 2020, ứng cử viên Dân chủ Joe Biden đắc cử tổng thống, đánh bại tổng thống đương nhiệm thuộc Đảng Cộng hòa là Donald Trump. Trước, trong, và ngay cả sau cuộc kiểm phiếu, Trump và các thành viên thân cận trong đảng Cộng hòa khác đã tìm cách lật ngược kết quả bầu cử, tuyên bố sai sự thật rằng có nhiều gian lận bầu cử.
Trong khi Quốc hội dự kiến sẽ có phiên họp vào ngày 6 tháng 1 năm 2021 để kiểm phiếu Đại cử tri Đoàn, Trump đã tuyên bố ý định tổ chức một cuộc tụ tập quần chúng trước phiên họp để tiếp tục phản đối tính chính thống của kết quả ở một số tiểu bang.  Ngày 18 tháng 12, Trump tuyên bố "Biểu tình lớn ở D.C. vào ngày 6 tháng 1.  Hãy đến đó, rất là náo nhiệt!"
Thị trưởng Washington, D.C. Muriel Bowser ngày 31 tháng 12 đã yêu cầu Vệ binh Quốc gia Đặc khu Columbia được triển khai để hỗ trợ cảnh sát địa phương trong các cuộc biểu tình dự kiến. Bà đã yêu cầu rằng vệ binh không vũ trang, và họ chủ yếu sẽ có trách nhiệm "quản lý đám đông" và hướng dẫn giao thông, để cảnh sát lo các vấn đề an ninh. Quyền Bộ trưởng Quốc phòng Christopher C. Miller đã phê chuẩn yêu cầu này vào ngày 4 tháng 1 năm 2021. Phê chuẩn này cung cấp 340 lính, và trong mỗi thời điểm không triển khai quá 114 người. Ba ngày trước khi xảy ra bạo loạn, Lầu Năm Góc hai lần đề nghị gửi Vệ binh Quốc gia, nhưng được Cảnh sát Capitol Hoa Kỳ cho biết điều đó không cần thiết.
Trong những ngày trước, Trump đã đề nghị Pence bác bỏ chiến thắng của Biden, một hành động không thuộc quyền của Pence theo hiến pháp, và ông lặp lại kêu gọi này trong diễn văn của mình vào sáng ngày 6 tháng 1. Trưa hôm đó, Pence đã gửi thư đến Quốc hội, nói rằng ông sẽ không phản đối chiến thắng của Biden.

### Hoạch định cuộc biểu tình
Trump công bố kế hoạch cho một cuộc biểu tình trước khi kiểm phiếu ngày 6 tháng 1 để tiếp tục thách thức tính hợp lệ kết quả bầu cử của một số bang. Vào ngày 18 tháng 12, Trump thông báo trên Twitter, "Cuộc biểu tình lớn ở DC vào ngày 6 tháng 1. Hãy ở đó, rất cuồng nhiệt!"   "Cuộc diễn hành cứu nước Mỹ" và cuộc biểu tình trước bạo loạn tại Điện Capitol được tổ chức phần lớn bởi Women for America First, một tổ chức phi lợi nhuận do Amy Kremer chủ trì. Vào cuối năm 2020 và đầu năm 2021, Kremer đã tổ chức và phát biểu tại một loạt sự kiện trên khắp đất nước như một phần của chiến dịch nhằm khuyến khích sự tham dự cuộc biểu tình ngày 6 tháng 1 và ủng hộ nỗ lực của Trump nhằm lật ngược kết quả bầu cử. Women for America First đã mời những người ủng hộ mình cùng tham gia một đoàn xe di chuyển đến sự kiện. Quản lý sự kiện cho bài phát biểu của Trump được thực hiện bởi Event Strategies, một công ty do Tim Unes thành lập, người từng làm việc cho chiến dịch tranh cử tổng thống năm 2016 của Trump.
Ali Alexander, một nhà hoạt động chính trị cánh hữu, người đã tham gia tổ chức cuộc biểu tình và bày tỏ sự ủng hộ đối với việc xâm nhập điện Capitol là "hoàn toàn yên bình", đã tường thuật khi nói vào tháng 12 rằng Đại biểu Paul Gosar (R - AZ), Andy Biggs (R - AZ) và Mo Brooks (R - AL) đã tham gia vào việc lập kế hoạch cho "một cái gì đó to lớn".  "Chúng tôi là bốn người đã thiết lập một sự kiện vào ngày 6 tháng 1," ông nói. Theo Alexander, "Đó là để tạo khí thế áp lực và rồi sẽ có thể thay đổi trái tim và suy nghĩ của những người đại biểu chưa quyết định hoặc những người nhìn mọi người bên ngoài và nói, 'Tôi không thể ở phía đối đầu với đám đông đó' ". Nhận xét của ông nhận được nhiều sự chú ý hơn sau sự kiện ngày 6 tháng 1, khiến Biggs phải phản hồi bằng một tuyên bố phủ nhận mọi mối quan hệ với Alexander. Washington Post đã đưa ra các video và bài đăng cho thấy mối liên hệ trước đó giữa Alexander với ba thành viên này của quốc hội.

### Lập kế hoạch đột nhập
Những kẻ bạo loạn đã công khai lên kế hoạch làm gián đoạn việc kiểm phiếu của các cử tri đoàn trong vài tuần trước sự kiện này, và đã kêu gọi dùng bạo lực chống lại Quốc hội, Phó Tổng thống Mike Pence, và cơ quan thực thi pháp luật. Nhiều trang web được sử dụng để lên kế hoạch cho các sự kiện tại Điện Capitol được coi là nền tảng "alt-tech", thay thế cho các nền tảng truyền thông xã hội lớn hơn như Reddit, Twitter và các trang web khác đã thực hiện lệnh cấm để kiểm duyệt ngôn ngữ và hình ảnh bạo lực. Các trang web như TheDonald.win, được thành lập sau khi trang tiền nhiệm của nó bị cấm trên Reddit; Dịch vụ mạng xã hội Parler; ứng dụng trò chuyện Telegram; Gab và những công cụ khác được sử dụng để thảo luận về các cuộc biểu tình trước đây của Trump và lập kế hoạch tấn công Điện Capitol. Ít nhất một nhóm, Stop the Steal, đã đăng vào ngày 23 tháng 12 năm 2020, kế hoạch chiếm Điện Capitol của họ với lời hứa sẽ "leo thang vũ lực" nếu họ vấp phải sự chống đối của cơ quan thực thi pháp luật. Nhiều người đăng bài lên kế hoạch tiềm ẩn bạo lực trước sự kiện, với một số cá nhân thảo luận về cách tránh cảnh sát trên đường và dụng cụ nào cần mang theo để cạy cửa và làm thế nào để đưa lậu vũ khí vào Washington D.C. Cũng có cuộc thảo luận về nhu cầu thực sự của họ là tấn công cơ quan thực thi pháp luật. Sau các cuộc đụng độ với cảnh sát Washington D.C. trong cuộc biểu tình vào ngày 12 tháng 12 năm 2020, Proud Boys và các nhóm cực hữu khác quay ra chống lại lực lượng hành pháp. Các cuộc thảo luận trên nhiều trang mạng khác nói một cách rất trực quan và rõ ràng về "chiến tranh", về việc chủ động nắm lấy trách nhiệm trong sự kiện và giết chết các chính trị gia, bao gồm cả bầu chọn cho ý kiến về việc chính trị gia nào nên được treo cổ trước.

## Các sự kiện ở Đặc khu Columbia

### Các nhóm tham gia
Những người ủng hộ các phong trào boogaloo, Three Percenters, Proud Boys, the Oath Keepers, QAnon, the Groyper Army, và Chủ nghĩa vô chính phủ dân tộc, cũng như những người  Neo-Confederates và Black Hebrew Israelites, và những người khác, được cho là đã có mặt hoặc mặc đồ liên quan hoặc đeo các biểu tượng trong cuộc bạo loạn. Trang phục của Neo-Nazi cũng được một số người tham gia mặc trong các cuộc bạo động, bao gồm một chiếc áo sơ mi có phù hiệu liên quan đến trại tập trung Auschwitz – Birkenau và khẩu hiệu của nó, Arbeit macht frei (tiếng Đức có nghĩa là "công việc khiến bạn tự do"). Sau sự kiện này, các thành viên của Câu lạc bộ Xã hội Chủ nghĩa Quốc gia, một băng đảng tân phát xít, đã trình bày chi tiết về sự tham gia của họ trong cuộc tấn công và tuyên bố các hành động này là "sự khởi đầu của Cách mạng Trắng ở Hoa Kỳ".

### Trước cuộc diễn hành
Hàng nghìn người tham dự đã tập trung tại Freedom Plaza vào thứ 3, ngày 5 tháng 1 năm 2021, trước các cuộc biểu tình được lên kế hoạch trong tuần. Vào đêm thứ Ba và đến sáng thứ Tư, ít nhất mười người đã bị bắt, một số người vì tội mang theo vũ khí.

### Biểu tình "Hãy cứu lấy nước Mỹ" ở thủ đô Washington, D.C.

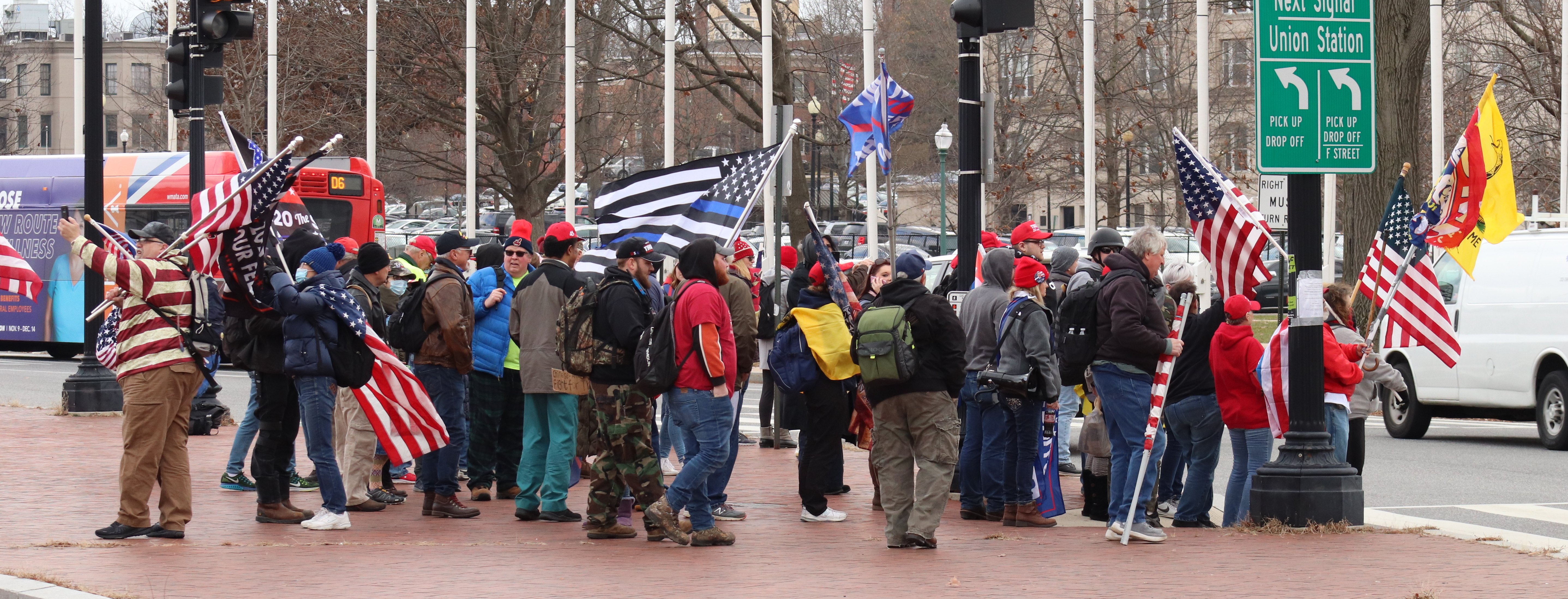
Người biểu tình tại ga Union vào sáng ngày 6/1

Vào sáng ngày 6 tháng 1, những người biểu tình đã bao vây Tượng đài Washington để tập hợp. Một số người phát biểu tại công viên the Ellipse, bao gồm cố vấn của Trump, Rudy Giuliani và ngay cả Trump. Giuliani phát biểu trước đám đông, lặp lại thuyết âm mưu rằng máy bỏ phiếu được sử dụng trong cuộc bầu cử là hành vi "gian lận" và kêu gọi "xét xử thông qua giao đấu". Hạ nghị sĩ Mo Brooks đã nói với đám đông "Hôm nay những người Mỹ yêu nước bắt đầu ghi tên và đá đít" còn hạ nghị sĩ Madison Cawthorn nói rằng "đám đông này có những quyết tâm."
Trump đã có một bài phát biểu, tuyên bố ông sẽ "không bao giờ nhượng bộ" cuộc bầu cử, chỉ trích truyền thông và kêu gọi Pence lật ngược kết quả bầu cử, điều không thuộc quyền hiến định của Pence.
Trump kêu gọi người ủng hộ tuần hành đến Điện Capitol, nơi Quốc hội tổ chức hội nghị:
Các bạn sẽ không bao giờ lấy lại đất nước của chúng ta bằng sự yếu đuối. Các bạn phải thể hiện sức mạnh và bạn phải tỏ ra mình mạnh mẽ. Chúng ta đã đến để yêu cầu Quốc hội làm điều đúng đắn và chỉ tính những đại cử tri đã được đề cử một cách hợp pháp. Tôi biết rằng mọi người ở đây sẽ sớm diễu hành đến tòa nhà Quốc hội để nói lên tiếng nói của các bạn một cách ôn hòa hôm nay.
Trump cũng nói với những người ủng hộ ông "hãy đấu tranh. Chúng ta đấu tranh hết mình. Còn nếu như các bạn không đấu tranh hết mình, các bạn sẽ không còn một đất nước nữa." Ông tuyên bố rằng họ sẽ "đến Điện Capitol và chúng ta sẽ cố gắng mang lại cho [đảng Cộng hòa] sự tự hào và dũng khí mà họ cần để lấy lại đất nước của chúng ta". Bài phát biểu của Trump gồm đầy những lời xuyên tạc và dối trá, đã khiến đám đông bị kích động.
Donald Trump Jr. và Eric Trump cũng phát biểu, tấn công các hạ nghị sĩ và thượng nghị sĩ Đảng Cộng hòa, những người không ủng hộ nỗ lực thách thức cuộc bỏ phiếu của Cử tri đoàn, và hứa sẽ vận động chống lại họ trong các cuộc bầu cử sơ bộ trong tương lai.

### Bạo loạn trong tòa nhà Capitol

#### Cuộc diễu hành tại Đại lộ Pennsylvania

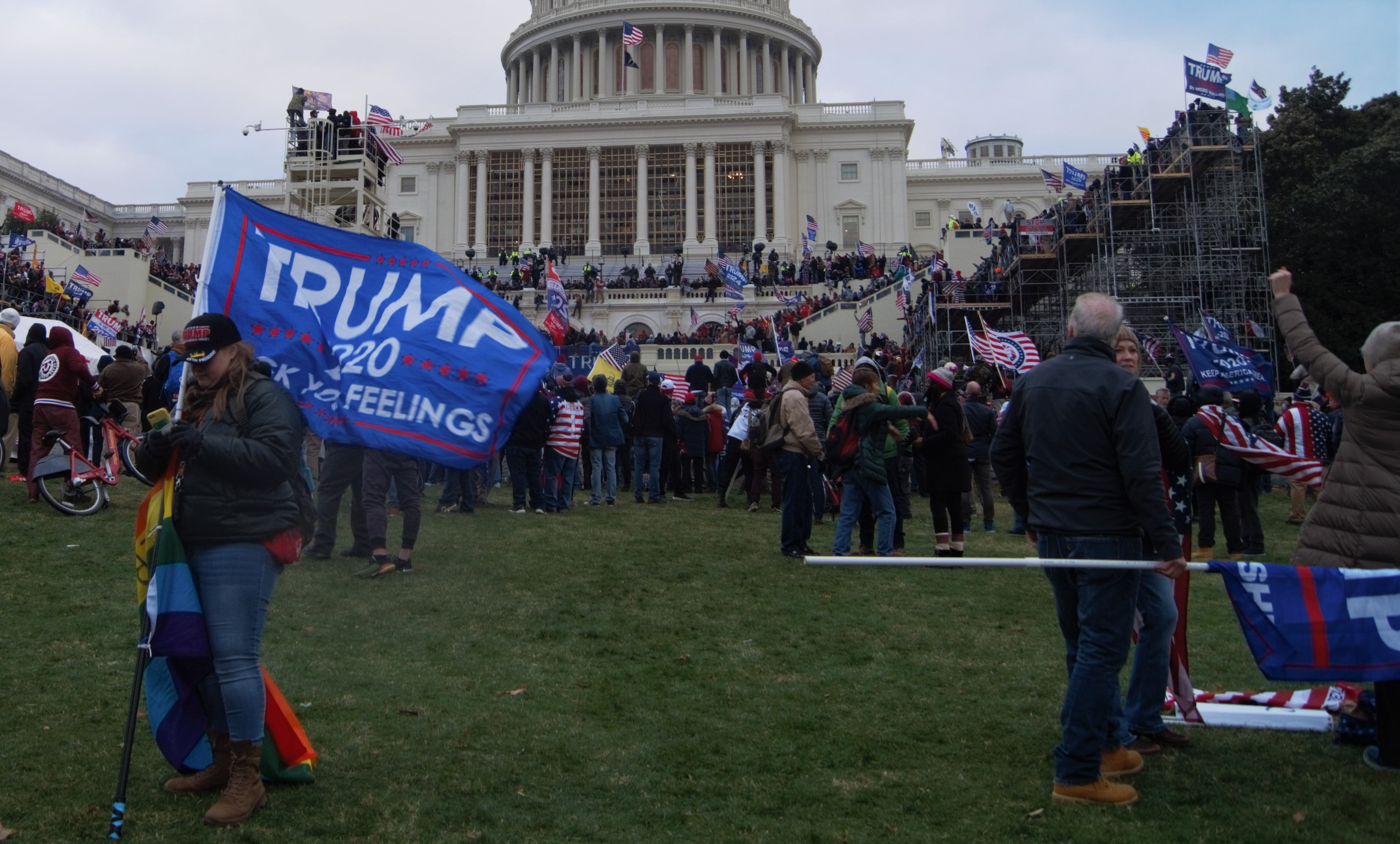
Những người biểu tình tụ tập bên ngoài Điện Capitol Hoa Kỳ, ngày 6 tháng 1 năm 2021, 3:27

Được Trump xúi giục để giúp ông lật ngược kết quả bầu cử, một đám đông đã tuần hành xuống Đại lộ Pennsylvania sau cuộc biểu tình và tiến đến Điện Capitol, nơi một đám đông khác đã tụ tập. Rất khó để có ước tính chính xác về số người trong đám đông vì không được phép chụp ảnh từ trên không ở Washington, D.C., do có lo ngại về an ninh.
Khoảng 1 giờ chiều, hàng trăm người ủng hộ Trump đã đụng độ với các cảnh sát và bị đẩy qua các rào cản dọc theo chu vi Điện Capitol. Đám đông vượt qua các hàng rào cảnh sát, với một số thành viên của đám đông xịt cảnh sát bằng hơi cay hoặc đánh họ bằng ống tuýp. Mặc dù nhiều kẻ bạo loạn có thể đơn giản đi bộ thẳng đến các bức tường của Điện Capitol, một số phải dùng đến dây thừng và thang dây. Đại biểu Zoe Lofgren, khi biết rằng những kẻ bạo loạn đã đến các bậc thềm của Điện Capitol, đã không thể liên lạc với Steven Sund qua điện thoại; sĩ quan chịu trách nhiệm tại Hạ nghị viện Paul D. Irving nói với Lofgren rằng các cánh cửa dẫn vào Điện Capitol đã bị khóa và "không ai có thể vào được".
Trong khi đó Sund lúc 1:09 trưa, gọi Irving và Stenger và yêu cầu họ cần thiết phải cảnh báo khẩn cấp để gọi cho Vệ binh Quốc gia; cả hai đều nói với Sund họ không thể tự quyết định. Một giờ sau đó Irving gọi lại chính thức chấp thuận.

#### Xâm phạm điện Capitol
Đến 2 giờ trưa, các cửa sổ bị phá tung, và đám đông đột nhập tòa nhà và tiến vào đại sảnh National Statuary. Khi những kẻ bạo loạn bắt đầu xông vào Điện Capitol và các tòa nhà lân cận khác, một số tòa nhà trong khu đã được sơ tán. Bên ngoài tòa nhà, đám đông đã dựng một giá treo cổ, chọc thủng lốp xe cảnh sát và để lại dòng chữ "PELOSI IS SATAN" trên kính chắn gió. Báo Politico đưa tin một số kẻ bạo loạn trình phù hiệu cảnh sát hoặc giấy tờ tùy thân của quân đội cho cơ quan thực thi pháp luật khi họ tới Điện Capitol, mong đợi được cho vào bên trong; một Cảnh sát viên Capitol nói với BuzzFeed News rằng một kẻ bạo loạn đã nói với anh ta rằng "chúng tôi đang làm việc này vì anh" khi anh ta giơ huy hiệu.
Lo ngại về đám đông đang đến gần, Đại biểu Maxine Waters (D-CA) đã gọi điện cho Cảnh sát trưởng Capitol Steven Sund, người không ở trong khuôn viên Capitol mà đang ở trụ sở sở cảnh sát. Khi được hỏi Cảnh sát Capitol đang làm gì để ngăn chặn những kẻ bạo loạn, Sund nói với Waters, "Chúng tôi đang làm những gì tốt nhất có thể" ngay trước khi đường dây bị ngắt đi.

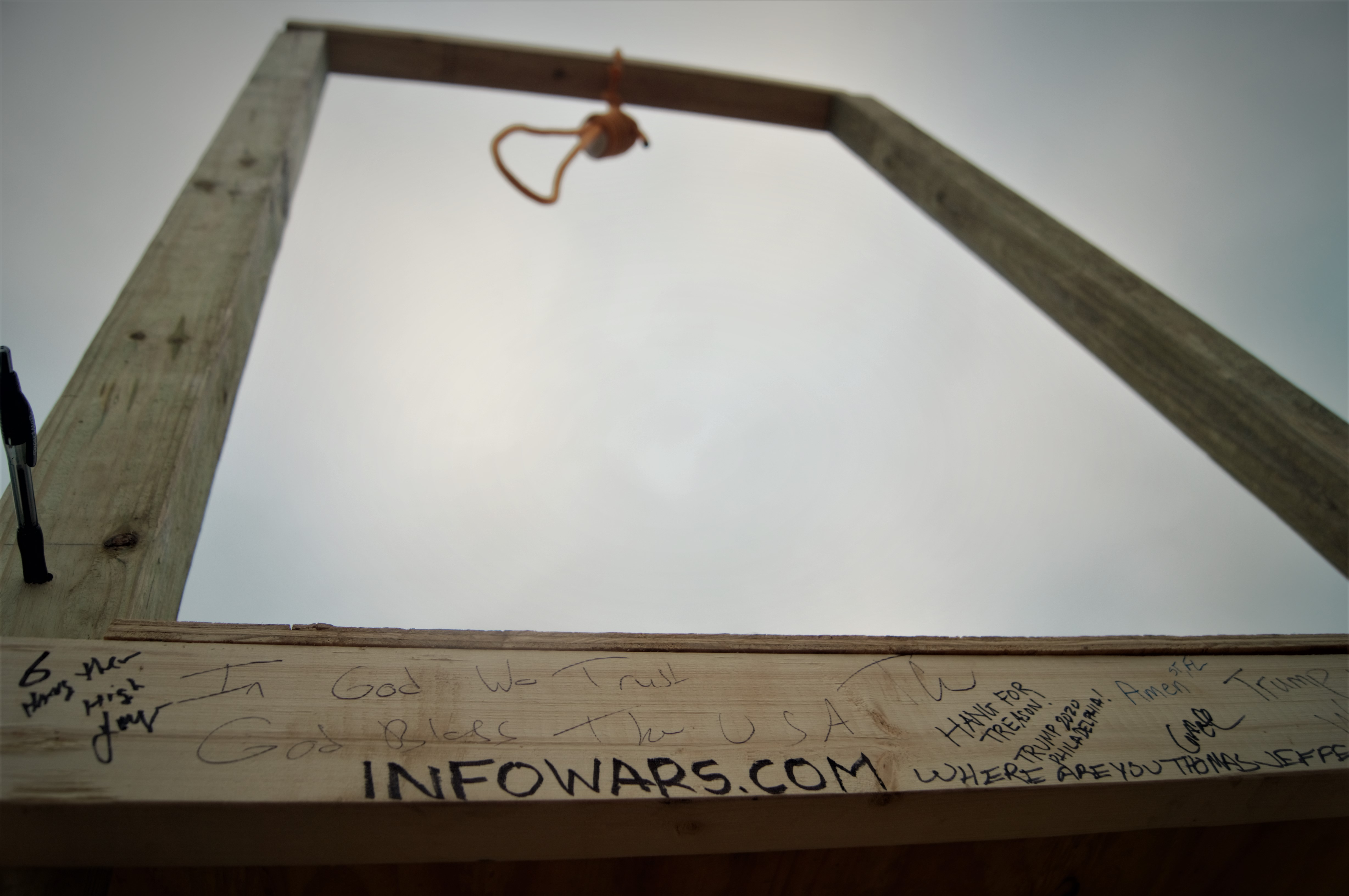
Một giá treo cổ trang bị thòng lọng treo cổ được dựng lên gần Điện Capitol

Một số kẻ bạo loạn đã mang còng tay bằng nhựa, có thể với ý định sử dụng chúng để bắt người làm con tin. Một số kẻ bạo loạn mang cờ chiến đấu của Liên minh miền Nam. hoặc biểu tượng của Đức Quốc xã. Một số kẻ bạo loạn mặc đồ chống bạo loạn, bao gồm cả mũ bảo vệ và áo khoác kiểu quân đội. Lần đầu tiên trong lịch sử Hoa Kỳ, một lá cờ chiến đấu của Liên minh miền Nam được trưng bày bên trong tòa nhà Quốc hội Hoa Kỳ.

#### Thượng viện hoãn lại và sơ tán
Vào thời điểm đó, phiên họp chung của Quốc hội — đã bỏ phiếu chấp nhận chín phiếu đại cử tri từ Alabama và ba phiếu đại cử tri từ Alaska mà không bị phản đối — đã được chia ra để mỗi viện có thể xem xét riêng một phản đối việc chấp nhận phiếu đại cử tri của Arizona được đưa ra bởi Đại diện Paul Gosar (R-AZ) và được Thượng nghị sĩ Ted Cruz (R-TX) tán thành. Cả hai viện đã đạt gần được nửa cuộc tranh luận kéo dài hai giờ của họ.
Trong khi cuộc tranh luận về các phiếu bầu cử tri đoàn ở Arizona tiếp tục, một cảnh sát viên có vũ trang bước vào phòng họp Thượng viện, ở vị trí quay mặt ra cửa sau của phòng. Pence đã trao sàn từ Thượng nghị sĩ Kyrsten Sinema (D-AZ) cho Thượng nghị sĩ James Lankford (R-OK). Ngay sau đó, Pence được các thành viên của Sở Mật vụ hộ tống ra ngoài. Những kẻ bạo loạn bắt đầu leo lên các bậc thang về phía phòng họp Thượng viện. Một cảnh sát đơn độc tìm cách làm chậm đám đông khi anh ta phát thanh rằng họ đã lên đến tầng hai. Chỉ vài bước từ cửa phòng Thượng viện vẫn chưa được niêm phong, thay vào đó, những kẻ bạo loạn tuy nhiên đi theo viên cảnh sát Capitol, người đã dẫn họ rời khỏi Thượng viện. Có thể nghe thấy tiếng đập cửa từ bên ngoài khi họ cố gắng phá cửa. Khi Lankford đang phát biểu, Thượng viện tạm ngưng họp và các cửa bị khóa lại lúc 2:15 chiều. Một phút sau, những kẻ bạo loạn đã đến phòng trưng bày bên ngoài phòng họp. Một cảnh sát viên mang vũ khí bán tự động xuất hiện trên sàn và đứng giữa Lãnh đạo Đa số Thượng viện Mitch McConnell (R-KY) và Lãnh đạo Thiểu số Thượng viện Chuck Schumer (D-NY). Thượng nghị sĩ Mitt Romney (R-UT) bực tức vung tay lên và chỉ trích trực tiếp một số thành viên Đảng Cộng hòa đang thách thức các lá phiếu đại cử tri của Tổng thống đắc cử Biden, hét lên với họ, "Đây là những gì các bạn nhận được." Khi bạo lực bùng phát, an ninh Capitol khuyên các thành viên Quốc hội nên ẩn núp. Một số nhân viên của thượng nghị sĩ Elizabeth MacDonough mang các hộp phiếu của Đại cử tri đoàn và tài liệu ra khỏi phòng họp đến các phòng an toàn nằm kín trong tòa nhà, do đó bảo vệ các tài liệu khỏi bị đám đông xâm nhập chiếm đoạt.
Trump đã liên tục phát ngôn sai lệch rằng Phó Tổng thống có "quyền đơn phương" hủy phiếu đaị cử tri và đã gây áp lực lên Pence nhằm đảo ngược kết quả cuộc bầu cử, nhưng vào buổi sáng đó Pence đã từ chối thực hiện việc này với Trump, sau khi đã được nhận lời khuyên pháp lý rằng Hiến pháp không ghi nhận quyền này. Trump tweet vào lúc 2:24 chiều, rằng Pence "không có đủ can đảm để làm những gì đáng lẽ phải làm". Sau đó, những người nghe theo Trump trên các phương tiện truyền thông xã hội cực hữu đã kêu gọi truy lùng Pence, và đám đông bắt đầu hô vang, "Pence ở đâu?" "Tìm Mike Pence!" Bên ngoài, đám đông hô vang, "Treo cổ Mike Pence!", một số đám đông tiếp tục hô vang câu nói này khi họ xông vào Điện Capitol; ít nhất ba kẻ bạo loạn đã được một phóng viên ghi nhận rằng họ muốn tìm Pence và xử tử ông ta như một "kẻ phản bội" bằng cách treo cổ ông ta từ một cái cây bên ngoài tòa nhà. Tất cả các tòa nhà trong khu phức hợp sau đó đã bị phong tỏa, không cho phép ra vào. Nhân viên của Điện Capitol được yêu cầu chuyển vào các văn phòng và khóa cửa ra vào và cửa sổ; những người bên ngoài được khuyên nên "tìm chỗ ẩn náu".
Khi đám đông bạo loạn đi vòng quanh trong Điện Capitol, các nhà lập pháp, người trợ giúp và nhân viên trú ẩn trong các văn phòng và phòng đựng đồ. Các trợ lý của Mitch McConnell, đóng chặt lại trong một căn phòng kế bên hành lang, nghe một kẻ bạo loạn ngoài cửa "lớn tiếng cầu nguyện", yêu cầu "cái ác của Quốc hội phải được chấm dứt". Những kẻ bạo loạn đã vào và lục soát văn phòng của Cố vấn Thượng viện.
Phòng họp Thượng viện được sơ tán lúc 2:30 chiều. Sau khi sơ tán, đám đông bạo loạn nhanh chóng chiếm quyền kiểm soát phòng, với một số người đàn ông có vũ trang và mặc áo giáp mang còng nhựa và một số trong tư thế giơ cao nắm đấm trên ghế của Thượng viện mà Pence đã rời đi vài phút trước đó. Vợ của Pence là Karen Pence, con gái Charlotte Pence Bond và anh trai Greg Pence (là Dân biểu Hạ viện; R-IN) đang ở trong Điện Capitol vào thời điểm vụ tấn công.
Michael C. Stenger, cảnh sát trưởng chịu trách nhiệm ở Thượng viện, đi cùng một nhóm thượng nghị sĩ bao gồm Lindsey Graham và Joe Manchin đến một địa điểm an toàn trong một tòa nhà văn phòng của Thượng viện. Một khi an toàn, các nhà lập pháp "tức giận" với Stenger; Graham hỏi ông ta, "Tại sao chuyện này lại xảy ra? Tại sao chuyện này lại xảy ra?"

#### Hạ viện hoãn lại và sơ tán
Trong khi đó, trong phòng họp Hạ viện vào khoảng 2:15 chiều, trong lúc Gosar đang phát biểu, chủ tịch Pelosi đã được hộ tống ra khỏi phòng. Hạ viện ngưng lại, nhưng định tiếp tục lại sau đó vài phút. Giữa những lo ngại về an ninh, Đại biểu Dean Phillips (D-MN) hét vào các đồng nghiệp Đảng Cộng hòa của mình, "Điều này là do bạn!". Hạ viện tiếp tục cuộc tranh luận vào khoảng 2:25 chiều. Khoảng 2:30, khi Gosar nói xong, hạ viện lại ngưng lại. Những kẻ bạo loạn đã tiến vào bên hông của Hạ viện và đang cố gắng tiến vào Tiền sảnh ngay bên ngoài phòng họp Hạ viện. Các nhà lập pháp vẫn ở bên trong và được sơ tán. Các thành viên của Quốc hội bên trong phòng họp Hạ viện được yêu cầu đeo mặt nạ chống hơi độc, vì cơ quan thực thi pháp luật đã bắt đầu sử dụng hơi cay trong tòa nhà. Phóng viên Emily Cochrane lôi một trong những túi nhôm cất dưới ghế phòng trường hợp khẩn cấp và tháo nắp khẩn cấp, "một loại mặt nạ chống hơi độc kết hợp với tấm bạt, tạo ra tiếng động lớn và đèn đỏ nhấp nháy." Các nhân viên đã dỡ bỏ các hộp giấy chứng nhận phiếu đại cử tri được niêm phong để ngăn chúng bị phá hỏng bởi những kẻ bạo loạn.
ABC News đưa tin, đã có súng nổ trong tòa nhà Capitol. Một cuộc đối đầu có vũ trang đã diễn ra ở cửa trước của phòng họp Hạ viện: khi đám đông cố gắng đột nhập, các nhân viên thực thi pháp luật liên bang đã rút súng từ bên trong và chĩa súng về phía cửa phòng, nơi có rào chắn bằng đồ đạc. Trong một cầu thang, một sĩ quan đã bắn một phát súng vào một người đàn ông đang tiến về phía anh ta. Nhiếp ảnh gia Erin Schaff nói rằng, từ nhà lầu tròn của điện Capitol, cô chạy lên lầu, nơi những kẻ bạo loạn giật lấy huy hiệu báo chí của cô và "ném tôi xuống sàn". Cô hét lên để được giúp đỡ khi "họ dựt lấy một trong những máy ảnh của tôi, làm vỡ một ống kính trong một máy ảnh khác và bỏ chạy," và chạy đến ban công của Chủ tịch Hạ viện Nancy Pelosi (D-CA) để giấu máy ảnh của cô ấy. Sau khi cảnh sát triển khai hơi cay, cô phải chạy vào một hành lang. Ở đó, cảnh sát tìm thấy cô, và khi thẻ báo chí của cô bị đánh cắp, họ rút súng chĩa vào cô trước khi đồng nghiệp can thiệp, nói với cảnh sát rằng cô là nhà báo.
Nhiều kẻ bạo loạn ghi lại sự việc họ đã chiếm đóng Điện Capitol và văn phòng của nhiều đại biểu khác nhau, xông vào văn phòng của chủ tịch Pelosi.

### Phản ứng của các cơ quan thực thi pháp luật
Sund đã tham gia một cuộc hội nghị điện thoại với chính phủ D.C. và các quan chức Lầu Năm Góc lúc 2:26 chiều. nơi ông ta "[đưa ra] một yêu cầu khẩn cấp, cần được trợ giúp của Lực lượng Vệ binh Quốc gia ngay lập tức". Tuy nhiên, Trung tướng Walter E. Piatt cho biết ông không thể đề nghị Bộ trưởng Lục quân Ryan McCarthy chấp thuận yêu cầu này, đồng thời nói với Sund và những người khác "Tôi không thích hình ảnh Vệ binh Quốc gia đứng trong hàng ngũ cảnh sát với phía sau là Điện Capitol."
Khoảng 2:31 chiều vào ngày 6 tháng 1, Thị trưởng D.C. Muriel Bowser ra lệnh giới nghiêm bắt đầu lúc 6 giờ chiều có hiệu lực vào đêm hôm đó. Thống đốc Virginia Ralph Northam cũng ban hành lệnh giới nghiêm đối với Quận Alexandria và Arlington gần đó ở Bắc Virginia.
Các quan chức Lầu Năm Góc cho biết đã hạn chế triển khai binh lính bảo vệ D.C. trừ khi đó là biện pháp cuối cùng, và bên cạnh nhận đạn dược và thiết bị chống bạo động; Quân đội cũng được hướng dẫn chỉ giao chiến với người biểu tình trong các tình huống đảm bảo quyền tự vệ và không được chia sẻ thiết bị với cảnh sát địa phương hoặc sử dụng thiết bị giám sát mà không có sự chấp thuận trước của Quyền Bộ trưởng Quốc phòng Christopher C. Miller. Bộ trưởng Lục quân Ryan D. McCarthy và Quyền Bộ trưởng Quốc phòng Miller quyết định triển khai toàn bộ lực lượng 1.100 người của Vệ binh Quốc gia D.C. để dập tắt bạo lực. Khoảng 3:04 chiều, Miller nói chuyện với Pence, Pelosi, McConnell và Schumer, đồng thời chỉ đạo Lực lượng Vệ binh Quốc gia và "lực lượng hỗ trợ bổ sung" khác ứng phó với bạo loạn. Lệnh gửi Vệ binh Quốc gia, mà Trump ban đầu chống lại, đã được Phó Tổng thống Pence chấp thuận. Khoảng 3:30 chiều, Northam nói rằng ông đang làm việc với Thị trưởng Bowser và các lãnh đạo Quốc hội và cho họ biết ông đang cử các thành viên của Lực lượng Vệ binh Quốc gia Virginia và 200 Quân nhân Tiểu bang Virginia để hỗ trợ việc thực thi pháp luật D.C. theo yêu cầu của thị trưởng. Vào lúc 3:45 chiều, Stenger nói với Sund rằng ông ta sẽ yêu cầu Mitch McConnell giúp đỡ để xúc tiến sự ủy quyền của Vệ binh Quốc gia.
Phải mất hơn ba giờ cảnh sát mới giành lại quyền kiểm soát Điện Capitol, sử dụng thiết bị chống bạo động, khiên và dùi cui. Cảnh sát Capitol được hỗ trợ bởi Sở Cảnh sát Đô thị D.C. địa phương. Lựu đạn khói đã được Cảnh sát Capitol triển khai ở phía Thượng viện của Điện Capitol để giải tỏa những kẻ bạo loạn khỏi tòa nhà. Các sĩ quan da đen làm việc cho Cảnh sát Capitol cho biết đã bị một số kẻ bạo loạn nói tới với nhưng từ ngữ kỳ thị chủng tộc (bao gồm cả việc sử dụng lặp đi lặp lại từ "nigger"). Cảnh sát trưởng Steven Sund của Capitol cho biết phản ứng chậm chạp của các sĩ quan của ông đối với cuộc bạo động là do họ bị bận tâm bởi các thiết bị nổ tự chế được tìm thấy gần Điện Capitol. Các nhân viên FBI và của Bộ An ninh Nội địa mặc đồ chống bạo động tiến vào Tòa nhà Văn phòng Thượng viện Dirksen vào khoảng 4:30 chiều.
Thống đốc bang New Jersey Phil Murphy thông báo lúc 4:57 chiều rằng các Cảnh sát viên Bang New Jersey đã được triển khai đến Đặc khu Columbia theo yêu cầu của các quan chức D.C. và rằng Lực lượng Vệ binh Quốc gia New Jersey đã được chuẩn bị để triển khai nếu cần thiết. Ngay trước 5 giờ chiều, các nhà lãnh đạo quốc hội được cho là đã được sơ tán khỏi khu phức hợp Điện Capitol đến Pháo đài McNair, một căn cứ quân đội gần đó. Khoảng 5:20 chiều, Thống đốc Maryland, Larry Hogan, thông báo rằng ông sẽ cử Cảnh sát Bang Maryland và Vệ binh Quốc gia Maryland, sau khi nói chuyện với Bộ trưởng Lục quân. Những yêu cầu của Hogan với Bộ Quốc phòng cho phép quân đội Vệ binh Quốc gia được triển khai tại Điện Capitol ban đầu bị từ chối trong nhiều trường hợp. Vào khoảng 5:40 chiều, Sergeant at Arms thông báo rằng Capitol đã được bảo vệ an toàn.

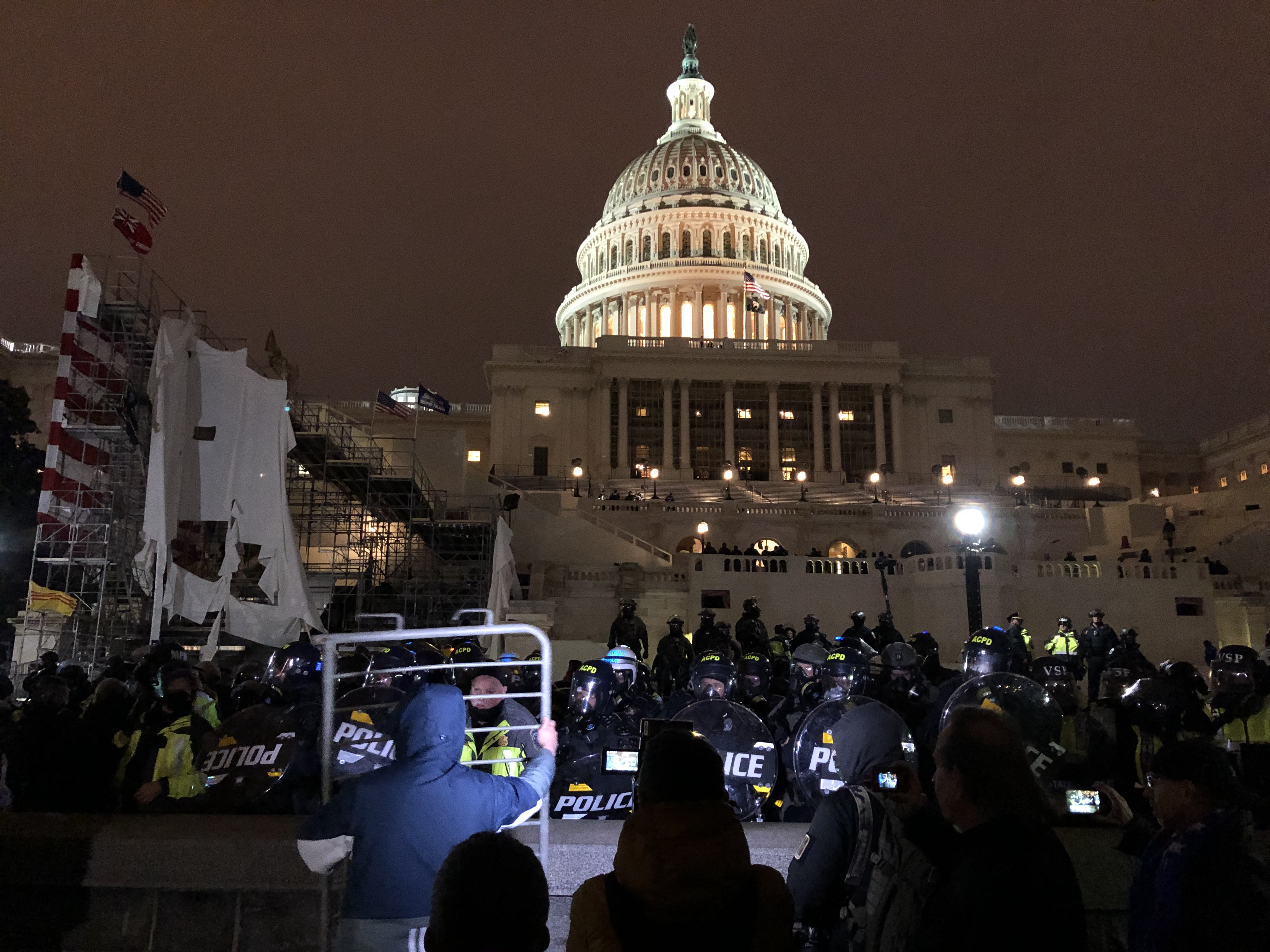
Cảnh sát chống bạo loạn và người biểu tình vào buổi tối bên ngoài Capitol

Khi cảnh sát tiếp tục cố gắng đẩy những kẻ bạo loạn ra khỏi Điện Capitol, các cuộc biểu tình vẫn tiếp tục, với một số người di chuyển ra khỏi khu vực Đồi Capitol. Một số cuộc tấn công bằng lời nói và thể chất nhằm vào các phóng viên đã được báo cáo, với những kẻ tấn công phỉ báng các hãng truyền thông là cung cấp "tin tức giả". Một kẻ bạo loạn nói với nhóm phóng viên CNN khi họ đang bị quấy rối bởi những người khác, "Bọn tao có nhiều người hơn chúng mày. Tụi tao hoàn toàn có thể tiêu diệt bọn mày!"
Đến 6:08 tối, cảnh sát đã bắt giữ ít nhất 13 người và thu giữ năm khẩu súng trong các sự kiện trong ngày. Mặc dù Thị trưởng Bowser đã yêu cầu 6 giờ chiều là lệnh giới nghiêm, nó hầu như bị bỏ qua, và hàng trăm người biểu tình ủng hộ Trump vẫn ở khu vực Đồi Capitol.
Thống đốc New York Andrew Cuomo cam kết sẽ triển khai một nghìn thành viên của Lực lượng Vệ binh Quốc gia New York tới D.C., ngoài các nguồn lực mà các bang khác đã hứa. Vào đêm ngày 6 tháng 1, Thị trưởng Bowser đã ban hành lệnh kéo dài tình trạng khẩn cấp ở Washington, DC, trong 15 ngày, với nội dung cho là một số người sẽ "tiếp tục các cuộc biểu tình bạo lực của họ cho tới lễ nhậm chức của Biden". Ngày hôm sau, Bộ trưởng Lục quân Ryan D. McCarthy thông báo rằng một hàng rào sẽ được dựng lên xung quanh Điện Capitol, và giữ nguyên vị trí trong ít nhất 30 ngày; việc xây dựng hàng rào bắt đầu cùng ngày. McCarthy cũng cho biết lính Vệ binh Quốc gia New Jersey sẽ được huy động, cũng như quân đội từ Lực lượng Vệ binh Quốc gia Delaware, New York và Pennsylvania.
Tính đến cuối ngày, cảnh sát đã bắt giữ 61 người vì các tội "liên quan đến tình trạng bất ổn", với khoảng một nửa số vụ bắt giữ này xảy ra trong khuôn viên Điện Capitol.

### Hoàn thành kiểm phiếu đại cử tri
Quốc hội đã triệu tập lại vào tối ngày 6 tháng 1 sau khi tất cả những kẻ xâm phạm được đưa ra khỏi Điện Capitol. Lãnh đạo Đa số Thượng viện Mitch McConnell mở lại phiên họp của Thượng viện vào khoảng 8 giờ tối, nói rằng Thượng viện từ chối bị dọa dẫm, và rằng họ sẽ kiểm đếm số phiếu đại cử tri và tuyên bố ai sẽ là tổng thống "tối nay", sau hai giờ tranh luận về việc phản đối các đại cử tri Arizona. Ông gọi cuộc bỏ phiếu là thỏa đáng nhất trong hơn 30 năm phục vụ quốc hội của mình. Vào lúc 9:58 tối, Thượng viện bác bỏ phản đối 93–6, với chỉ sáu đảng viên Cộng hòa bỏ phiếu ủng hộ: Ted Cruz (TX), Josh Hawley (MO), Cindy Hyde-Smith (MS), John Neely Kennedy (LA), Roger Marshall (KS), và Tommy Tuberville (AL).

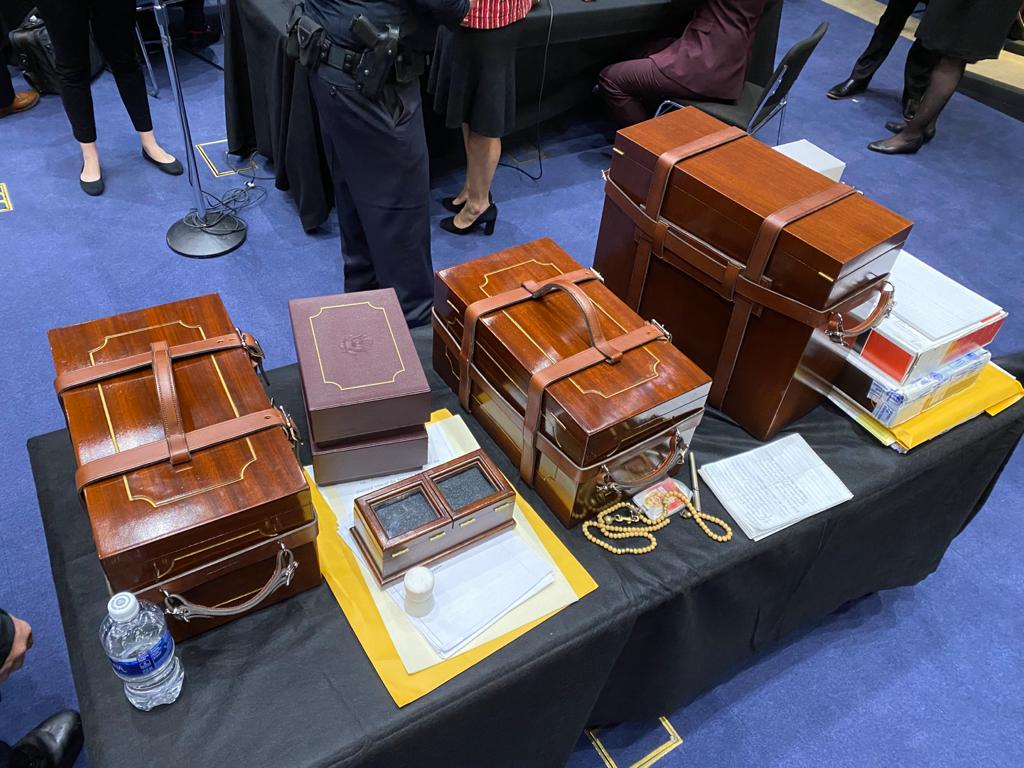
Các nhân viên Quốc hội mang các chứng nhận của đại cử tri đoàn ra khỏi Điện Capitol khi họ di tản.

Vào lúc 11:08 tối, Hạ viện bác bỏ một đề nghị tương tự nhằm tranh chấp cuộc bỏ phiếu ở Arizona với số phiếu 303–121. Tất cả những người "ủng hộ" đề nghị đều đến từ đảng Cộng hòa trong khi "phản đối" là từ 83 đảng viên Cộng hòa và 220 đảng viên Dân chủ. Một phản đối đối với nhóm đại cử tri Georgia được hoạch định  bị bác bỏ sau khi Thượng nghị sĩ đồng ký tên, Kelly Loeffler (R-GA), rút lại sự ủng hộ của mình do các sự kiện trong ngày. Một phản đối khác được Hawley và Đại diện Scott Perry (R-PA) đưa ra trước nhóm đại cử tri Pennsylvania, gây ra một cuộc phân chia kéo dài hai giờ nữa trong phiên họp chung để tranh luận về nó. ] Vào lúc 12:30 đêm ngày 7 tháng 1, Thượng viện đã bác bỏ ý kiến phản đối này bằng một cuộc bỏ phiếu 92-7, với những người dân biểu quyết giống như trước đây với ngoại lệ của các Thượng nghị sĩ Cynthia Lummis (R-WY) và Rick Scott (R-FL) bỏ phiếu ủng hộ và John N. Kennedy bỏ phiếu chống.
Vào lúc 3:08 sáng, Hạ viện cũng bác bỏ đề nghị duy trì phản đối với số phiếu 282–138. Một lần nữa, tất cả số phiếu ủng hộ đều thuộc về đảng Cộng hòa, trong khi lần này, chỉ có 64 đảng viên Cộng hòa bỏ phiếu chống và 218 đảng viên Dân chủ bỏ phiếu chống. Đại biểu Peter Meijer (R – MI) nói rằng một số đồng nghiệp Đảng Cộng hòa của ông trong Hạ viện đáng lẽ bỏ phiếu để xác nhận các phiếu bầu, nhưng không làm vì lo sợ cho sự an toàn của gia đình họ, và rằng ít nhất một người đã bỏ phiếu cụ thể lật ngược chiến thắng của Biden trái với lương tâm của họ vì họ bị lay chuyển bởi cuộc tấn công của đám đông ngày hôm đó.
Vào lúc 3:41 sáng, Quốc hội xác nhận kết quả của cuộc bỏ phiếu của Cử tri đoàn, 306 phiếu của Biden so với 232 của Trump, với Pence tuyên bố rằng Biden và Harris sẽ nhậm chức vào ngày 20 tháng 1.

### Thương vong

#### Tử vong và bị thương

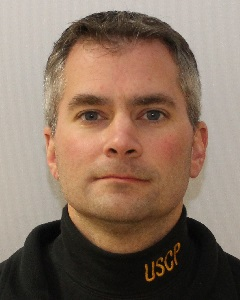
Cảnh sát Capitol Brian D. Sicknick chết vì vết thương trong cuộc bạo loạn.

Năm người chết trong hoặc ngay sau biến cố: một người là cảnh sát Capitol, và bốn người trong số những người đã xông vào hoặc biểu tình tại Điện Capitol. Sáu mươi nhân viên Cảnh sát Capitol đã bị thương trong cuộc bạo động, trong đó 15 người phải nhập viện và một người đang trong tình trạng nguy kịch;  thêm vào đó, những kẻ bạo loạn đã làm bị thương 56 cảnh sát D.C. Metro trong cuộc tấn công. Những người bạo loạn đánh các sĩ quan bằng ống dẫn, và một số sĩ quan bị thương ở đầu do bị đánh bằng ống chì. Một trong những vụ bạo lực dữ dội nhất xảy ra ngay sau 2 giờ chiều, khi một đám bạo loạn cố gắng phá một cánh cửa ở Mặt trận phía Tây của Điện Capitol. Ở đó, những kẻ bạo loạn kéo ba cảnh sát DC Metro ra khỏi đội hình và đẩy xuống một dãy cầu thang, nhốt họ trong đám đông và tấn công họ bằng vũ khí có được trong tay (bao gồm gậy khúc côn cầu, nạng, cờ, cọc, gậy và khiên cảnh sát bị đánh cắp) khi đám đông hô vang "cảnh sát đứng xuống!" và "USA! USA! USA!" Ít nhất một trong số các sĩ quan cũng bị giẫm lên.
Trong một sự cố riêng biệt trong cuộc bạo động, Cảnh sát Capitol Brian D. Sicknick, 42 tuổi, một cựu chiến binh 15 năm của lực lượng, đã bị trọng thương bởi một kẻ bạo loạn dùng bình cứu hỏa đập vào đầu. Reuters đưa tin rằng Sicknick bị đột quỵ do huyết khối tắc mạch sau khi bị thương ở đầu, và gục xuống sau khi trở về văn phòng bộ phận của mình. Sau đó ông được hỗ trợ cứu sống, nhưng qua đời ngày hôm sau. Cái chết của Sicknick sẽ được điều tra bởi Chi cục điều tra án giết người của Sở cảnh sát Metropolitan, USCP và các cơ quan chức năng liên bang.
Trong cuộc bạo loạn, Ashli Elizabeth Babbitt, 35 tuổi, một người ủng hộ Trump từ San Diego, đã chết sau khi bị bắn vào cổ bởi Cảnh sát Capitol khi cô ấy cố gắng trèo qua một cửa sổ bị vỡ trong một cửa có rào chắn dẫn vào Đại sảnh của Speaker, nơi có lối đi thẳng vào tầng Hạ viện. Sự cố đã được ghi lại trên một số camera. Một quan chức thực thi pháp luật nói với The Washington Post rằng cảnh sát hiện tin rằng cô ấy không có vũ khí, nhưng viên chức bắn phát súng chí tử không biết điều đó vào thời điểm đó và các cảnh sát biết rằng nhiều kẻ đột nhập đang mang vũ khí được giấu kín. Viên chức bắn cô đã bị tạm nghỉ hành chính để chờ điều tra. Sở Cảnh sát Thủ đô D.C. đã mở một cuộc điều tra về cái chết. Babbitt là một tín đồ của thuyết âm mưu QAnon ủng hộ Trump và đã tweet vào ngày hôm trước "cơn bão đang ở đây", ám chỉ đến dự đoán của QAnon rằng Trump sẽ vạch trần và đánh bại một nhóm toàn cầu gồm những kẻ ấu dâm tôn thờ Satan.
Ba người khác có mặt tại Đồi Capitol trong cuộc đột kích cũng thiệt mạng. Họ là Rosanne Boyland, 34 tuổi, ở Kennesaw, Georgia; Kevin Greeson, 55 tuổi, đến từ Athens, Alabama; và Benjamin Philips, 50 tuổi, ở Bloomsburg, Pennsylvania. Nguyên nhân cái chết của Boyland bị tranh cãi; một tài khoản nói rằng cô ấy đã bị đè bẹp đến chết, trong khi một tài khoản khác nói rằng cô ấy đã gục ngã khi đang đứng ở một góc trong tòa nhà tròn Capitol. Em gái của Boyland cũng nói rằng cô ấy "không có ý định thực hiện hành vi bạo lực khi đến Washington" và chỉ muốn thể hiện sự ủng hộ của mình. Greeson chết vì nhồi máu cơ mạch tim. Gia đình ông cho biết ông "không ở đó để tham gia vào bạo lực hay bạo loạn, cũng như không dung thứ cho những hành động như vậy." Philips chết vì đột quỵ. Philadelphia Inquirer tường thuật rằng "không có dấu hiệu nào cho thấy chính Philips đã tham gia vào cuộc đột kích vào Điện Capitol." Phillips đã bắt đầu trang web truyền thông xã hội Trumparoo, dành cho những người ủng hộ Trump.  Một thành viên trong gia đình của Boyland đã nói chuyện với WGCL-TV, cho rằng "lời nói của tổng thống đã kích động một cuộc bạo động giết chết bốn người hâm mộ lớn nhất của ông ấy đêm qua".

#### Tự tử
Nhuệ khí của Cảnh sát Capitol giảm mạnh sau cuộc bạo động. Cơ quan đã phản ứng với một số sự cố trong đó các nhân viên của họ đe dọa làm hại chính mình. Bốn viên cảnh sát từ nhiều cục cảnh sát có mặt để làm nhiệm vụ tại cuộc bạo động đã tự sát trong những ngày tháng sau đó. Nhân viên cảnh sát Capitol  Howard Charles Liebengood đã tự sát ba ngày sau vụ tấn công. Cảnh sát Thủ đô D.C., Jeffrey Smith, người bị thương trong vụ tấn công, đã tự sát bằng một viên đạn bắn vào đầu tại George Washington Memorial Parkway vào ngày 15 tháng 1, sau khi chấn động của anh ta bị chẩn đoán nhầm. Một cựu giám định viên y tế chính của DC do vợ góa của Smith thuê đã báo cáo rằng "sự kiện cấp tính, gây ra cái chết của cảnh sát viên Smith là do nghề nghiệp của anh ta tiếp xúc với những sự kiện đau thương mà anh ta phải chịu vào ngày 6 tháng 1 năm 2021"; Người vợ góa của Smith sau đó đã kiện hai trong số những kẻ bị cáo buộc là kẻ tấn công anh ta, cho rằng họ đã gây ra chấn thương sọ não bằng xà beng hoặc gậy chống nặng, dẫn đến cái chết của anh ta. Ngay sau vụ tấn công, một số thành viên Quốc hội và báo chí đưa tin hai vụ tự sát này vào số thương vong được báo cáo, tổng cộng là bảy người chết. Vào tháng 7, thêm hai thành viên thực thi pháp luật tham gia bảo vệ điện Capitol đã tự sát: Cảnh sát Metropolitan Kyle Hendrik DeFreytag được tìm thấy vào ngày 10 tháng 7 và Cảnh sát Metropolitan Gunther Paul Hashida được tìm thấy vào ngày 29 tháng 7.
Vào ngày 5 tháng 8 năm 2021, Liebengood và Smith, cùng với Brian Sicknick và Billy Evans, đã được vinh danh trong một buổi lễ ký dự luật trao tặng Huy chương Vàng của Quốc hội cho Cảnh sát Capitol và những người tham gia bảo vệ khác trong ngày 6 tháng 1. Tên của họ được ghi trong văn bản của dự luật, và Biden phát biểu về cái chết của họ.

### Thiệt hại, trộm cắp và ảnh hưởng

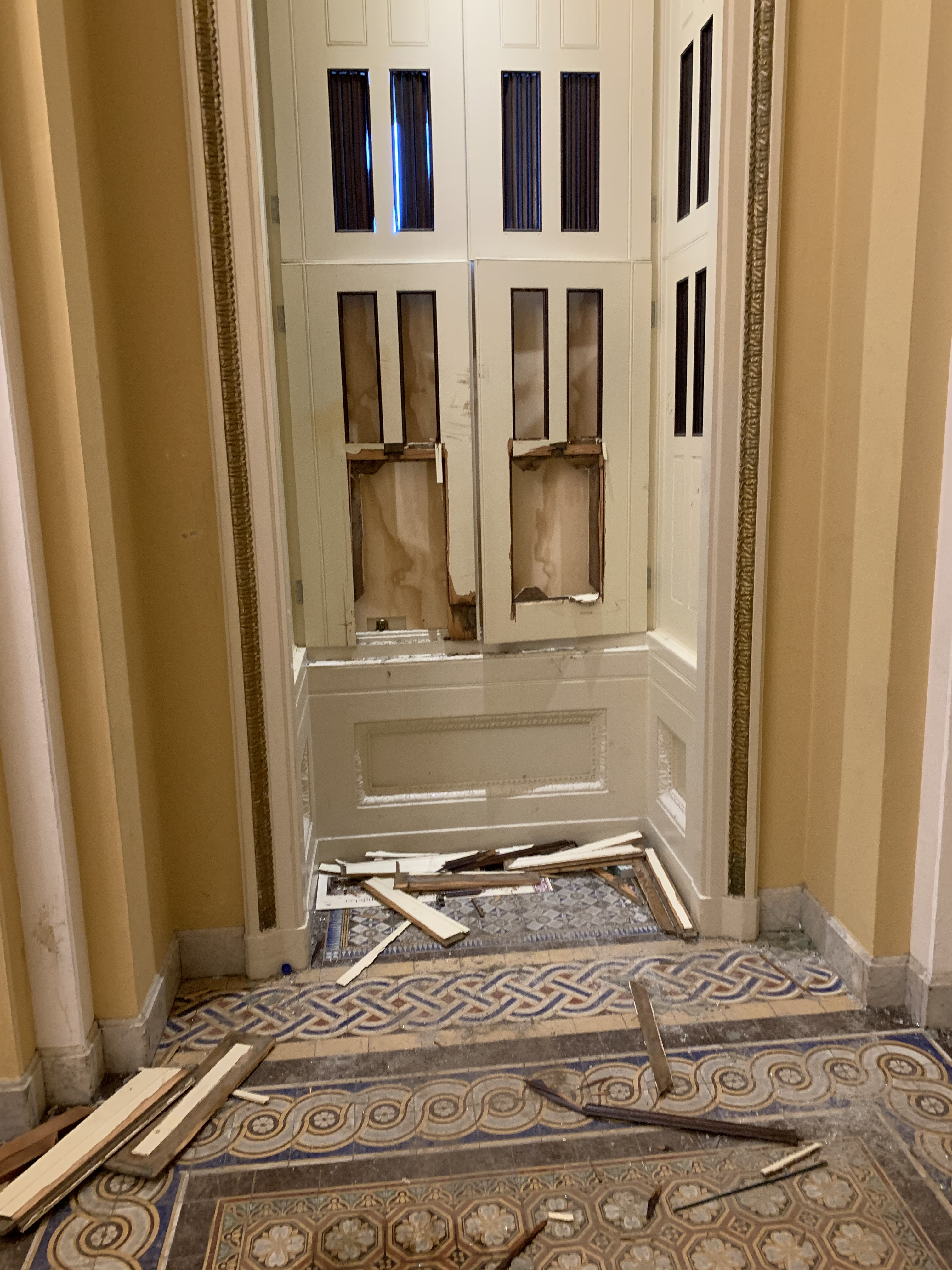
1 Cửa sổ bị hư hại ở một trong những căn phòng của Điện Capitol

Những kẻ nổi loạn xông vào văn phòng của Nancy Pelosi, lật bàn và xé các tấm ảnh từ các bức tường; văn phòng của Nghị sĩ Thượng viện bị cướp phá; tác phẩm nghệ thuật bị lấy đi;  và phân bị quẹt trên một số hành lang. Các cửa sổ bị đập phá khắp tòa nhà, khiến sàn nhà ngổn ngang kính và mảnh vỡ.  Một số đồ đạc trong nhà bị hư hỏng, lật úp hoặc mất cắp. Một cánh cửa được vẽ "MURDER THE MEDIA" nguệch ngoạc trên đó. Những kẻ nổi loạn đã làm hỏng thiết bị ghi và phát sóng của Associated Press bên ngoài Điện Capitol sau khi rượt đuổi các phóng viên đi. Những kẻ bạo loạn cũng phá hủy một cuộc trưng bày tôn vinh cuộc đời của nghị sĩ và nhà lãnh đạo dân quyền John Lewis. Một bức ảnh của Đại biểu Andy Kim (D – NJ) đang dọn dẹp thiệt hại tại Rotunda sau nửa đêm đã được lan truyền rộng rãi.
Những kẻ bạo loạn đã gây ra thiệt hại vật chất lớn. Văn phòng Kiến trúc sư của Điện Capitol (AOC), nơi duy trì Điện Capitol và bảo tồn nghệ thuật và kiến trúc của nó, đã đưa ra đánh giá thiệt hại ban đầu vào ngày 9 tháng 1. AOC báo cáo thiệt hại bên trong do bạo loạn (đặc biệt là kính vỡ, cửa bị vỡ và hình bôi vẽ trên tường), và cũng báo cáo rằng một số bức tượng, tranh vẽ và băng ghế lịch sử "để lại dư lượng của nhiều loại bình xịt hơi cay, hơi cay và bình chữa cháy được triển khai bởi cả những kẻ bạo loạn và nhân viên thực thi pháp luật." Các đồ vật, bao gồm chân dung của John Quincy Adams và James Madison, cũng như một bức tượng bằng đá cẩm thạch của Thomas Jefferson, được bao phủ bởi "dư lượng khí ăn mòn"; chúng được gửi đến Smithsonian để đánh giá và phục hồi. Một bức tượng bán thân bằng đá cẩm thạch thế kỷ 19 của Tổng thống Zachary Taylor đã bị ô uế với thứ dường như là máu, nhưng những tác phẩm quan trọng nhất trong bộ sưu tập của Điện Capitol, chẳng hạn như các bức tranh của John Trumbull, vẫn bình an vô sự. Ở bên ngoài Điện Capitol, hai thiết bị chiếu sáng bằng đồng có từ thế kỷ 19 do Frederick Law Olmsted thiết kế đã bị hư hại. Bởi vì Điện Capitol không được bảo hiểm chống lại tổn thất, người nộp thuế sẽ phải trả cho những thiệt hại do cuộc bao vây gây ra.
ABC News đưa tin rằng Cục Điều tra Liên bang (FBI) và Cục Chất cồn, Thuốc lá và Súng (ATF) đã thu hồi một số thiết bị nổ tự chế nhằm mục đích gây ra thiệt hại nghiêm trọng, và đang xem xét những người trong đám đông có lẽ đã được đào tạo trong quân đội và có ý định gây tổn hại nặng nề, bao gồm cả việc làm hại Phó Tổng thống Pence. Nhà phân tích ABC và nhân viên CIA đã nghỉ hưu Mick Mulroy cho biết FBI có thể sẽ tiến hành một cuộc truy quét phản gián toàn diện đối với tất cả những người tham gia vụ tấn công để xác định mối quan hệ tình báo nước ngoài có thể xảy ra, vì những cá nhân này có thể đã lấy thông tin nhạy cảm từ các văn phòng quốc hội mà họ lục soát. Sự hiện diện của một số cựu quân nhân tham gia cuộc tấn công đã tạo ra mối quan tâm ngày càng tăng trong giới các cựu quân nhân.

#### Trộm cắp thiết bị kỹ thuật và lo ngại về an ninh mạng
Một máy tính xách tay thuộc sở hữu của Thượng nghị sĩ Jeff Merkley (D-OR) đã bị đánh cắp.  Một máy tính xách tay khác bị lấy từ văn phòng của chủ tịch Pelosi là "máy tính xách tay từ phòng họp... chỉ được sử dụng để thuyết trình", theo phó chánh văn phòng của Pelosi. Đại biểu Ruben Gallego (D – AZ) cho biết "chúng ta phải đánh giá đầy đủ những gì bị lấy đi, hoặc sao chép, hoặc thậm chí bị bỏ lại chẳng hạn như thiết bị nghe lén." Trang web tin tức quân sự SOFREP đưa tin rằng "một số" máy tính xách tay cấp độ bí mật đã bị đánh cắp, một số máy tính xách tay đã bị bỏ rơi khi vẫn đăng nhập vào SIPRNet, khiến nhà chức trách tạm thời đóng cửa SIPRNet để cập nhật bảo mật vào ngày 7 tháng 1 và lãnh đạo Bộ Tư lệnh Hoạt động Đặc biệt của Quân đội Hoa Kỳ ủy quyền lại cho tất cả SIPRNet kết nối máy tính vào ngày 8 tháng 1. Dân biểu Anna Eshoo (D – CA) cho biết trong một tuyên bố rằng "các bức ảnh trên mạng xã hội và báo chí về việc những kẻ dân vệ truy cập vào máy tính của quốc hội là điều đáng lo ngại" và bà ấy đã yêu cầu Giám đốc Hành chính của Hạ viện (CAO) " tiến hành đánh giá đầy đủ các mối đe dọa dựa trên những gì đã xảy ra ". CAO cho biết họ đang "cung cấp hỗ trợ và hướng dẫn cho các văn phòng của Hạ viện khi cần thiết".

#### Bảo quản các vật phẩm bị hư hỏng hoặc bị bỏ lại
Các dấu hiệu, cờ, nhãn hiệu, bảng tên bị hư hại của Nancy Pelosi, và các vật dụng khác để lại sau cuộc bạo động sẽ được bảo tồn như hiện vật lịch sử trong các bộ sưu tập của Hạ viện và Thượng viện và của các bảo tàng quốc gia. Jane Campbell, chủ tịch của Hội Lịch sử Capitol, cho biết,  Anthea M. Hartig, giám đốc Bảo tàng Lịch sử Quốc gia Hoa Kỳ Smithsonian, nói rằng Smithsonian sẽ tìm cách thu thập và bảo tồn "những đồ vật và câu chuyện giúp các thế hệ tương lai ghi nhớ và bối cảnh hóa ngày 6 tháng 1 và hậu quả của nó".

### Các kế hoạch để xử tử các viên chức chính phủ
Những người bạo loạn đã hoạch định bao gồm cả bắt cóc và giết các chính trị gia cao cấp, như phó tổng thống Pence và chủ tịch hạ viện Pelosi. Một số kẻ bạo loạn nói họ đang kiếm để treo cổ Pence vì là một kẻ phản bội."

## Phản ứng

### Donald Trump
Lúc 2:38 chiều ngày 6 tháng 1, Trump đã tweet "Hãy ủng hộ Cảnh sát Điện Capitol và nhân viên Thi hành Luật pháp. Họ thật sự ở bên Quốc gia chúng ta. Hãy ôn hòa!".
Trong những tuần trước ông đã quảng bá cuộc tuần hành này. Sau đó, lúc 3:13 chiều, ông lại tweet, "Tôi yêu cầu mọi người tại Điện Capitol Hoa Kỳ phải ôn hòa. Không được bạo động! Hãy nhớ, CHÚNG TA là Đảng của Luật pháp & Trật tự – hãy tôn trọng luật pháp và những nhân viên trong đồng phục Xanh của chúng ta. Cảm ơn!".
Vào 4:22 chiều, Trump cũng công bố một thông điệp bằng video trên mạng xã hội. Trong đó, ông nói với những người ủng hộ mình: "Đây là một cuộc bầu cử gian lận, nhưng chúng ta không thể mắc vào kế của bọn họ. Chúng ta phải hòa bình. Hãy về nhà. Chúng tôi yêu các bạn. Các bạn rất đặc biệt. Các bạn đã thấy việc gì diễn ra. Các bạn đã thấy cách những người khác đã bị đối xử một cách xấu xa và độc ác. Tôi hiểu bạn cảm tưởng thế nào. Nhưng hãy về nhà và về nhà trong hòa bình." Trump "ban đầu thì vui mừng" khi những người ủng hộ ông đã xông vào được trong Điện Capitol và không chịu can thiệp.
Ông kêu gọi "Hãy về nhà với tình yêu và sự yên bình. Hãy mãi ghi nhớ hôm nay!" Một cố vấn Nhà Trắng nói rằng Trump không muốn làm gì thêm để làm dịu cuộc náo loạn, và cho rằng "Nếu chúng ta có thể thả ông ta vào đám đông giận dữ đó, chúng tôi sẽ làm ngay bây giờ."
Ít lâu sau khi tải lên, thông điệp của Trump đã bị Twitter, Facebook, và YouTube tháo gỡ vì đã vi phạm các chính sách "liêm chính dân sự" và tin giả về bầu cử. Tối hôm đó, Twitter đã khóa tài khoản Trump trong thời hạn 12 tiếng đồng hồ và đe dọa sẽ khóa vĩnh viễn vì "nhiều lần vi phạm nghiêm trọng quy định Liêm chính Dân sự của chúng tôi". Twitter cũng đòi hỏi ông phải xóa bỏ ba tweet của mình. Ngày hôm sau, Facebook và những nền tảng của họ, kể cả Instagram, tuyên bố đã cấm tài khoản của Trump không thời hạn, ít nhất đến khi ông rời khỏi chức vụ tổng thống. Tổng giám đốc Facebook Mark Zuckerberg viết, "Những diễn biến làm sửng sốt trong 24 giờ qua rõ ràng chứng minh rằng Tổng thống Donald Trump có ý định sử dụng những thời khắc còn lại trong chức vụ của mình để lật đổ sự chuyển giao quyền lực trong hòa bình cho người được bầu để thay thế ông." Twitch sau đó thông báo đình chỉ kênh của Trump trên nền tảng này.

Ngày 7 tháng 1 năm 2021, tức hơn 24 tiếng sau sự việc, trong đoạn video được công bố, Trump lên án các hành động bạo lực và thừa nhận rằng một "chính quyền mới sẽ nhậm chức" vào ngày 20 tháng 1 năm 2021. Trump cho rằng: "Giống như tất cả người dân Mỹ, tôi phẫn nộ vì bạo lực, vô luật pháp và tình trạng hỗn loạn. Những người biểu tình xâm nhập vào Điện Capitol đã làm hoen ố nền dân chủ Mỹ". Ông cảnh báo những người vi phạm pháp luật sẽ phải trả giá. Trước đó, Người Phát ngôn Nhà Trắng Kayleigh McEnany đã cố gắng tạo khoảng cách giữa chính quyền Trump và hành động của những người bạo động trong một phát biểu trên truyền hình.

### Mike Pence
Lúc 3:35 chiều ngày 6 tháng 1, Pence đã tweet: "Cuộc tấn công này vào Điện Capitol của chúng ta sẽ không được dung tha và những kẻ tham gia sẽ bị trừng trị nghiêm khắc nhất theo luật pháp". Sau đó ông phát biểu tại Thượng viện khi họ họp lại vào đêm đó, rằng "hôm nay là một ngày đen tối trong Điện Capitol Hoa Kỳ... [Tôi nói với] những kẻ gây ra phá hoại trong Điện Capitol của chúng ta hôm nay, ngươi sẽ không chiến thắng. Bạo động không bao giờ thắng. Nền tự do mới thắng.  Đây vẫn là Ngôi nhà của Nhân dân."

### Joe Biden và Kamala Harris
Vào lúc 4:06 chiều ngày 6 tháng 1 Tổng thống đắc cử Joe Biden đọc diễn văn đến người dân Mỹ từ Wilmington, Delaware, gọi sự kiện là một cuộc nổi dậy, gần như phiến loạn, và phát biểu rằng "nền dân chủ chúng ta đang chịu sự tấn công chưa từng thấy".
Ông kêu gọi Trump lên truyền hình toàn quốc để yêu cầu chấm dứt cuộc biểu tình.
Vài phút sau, Phó Tổng thống đắc cử Kamala Harris lặp lại phát biểu của Biden, viết rằng những cuộc biểu tình là một sự "tấn công vào Điện Capitol và những đầy tớ của dân". Ngày hôm sau Biden nói rằng cuộc tấn công là khủng bố nội địa.

### Quốc hội
Lãnh đạo Phe Đa số Thượng viện Mitch McConnell miêu tả cuộc bạo loạn là một "cuộc nổi dậy bất thành" và nói rằng "chúng ta đã trở về lại vị trí, chúng ta sẽ làm theo nhiệm vụ của mình theo Hiến pháp để phục vụ quốc gia. Và chúng ta sẽ làm việc đó tối hôm nay." Lãnh đạo Phe Thiểu số Thượng viện Chuck Schumer và Chủ tịch Hạ viện Nancy Pelosi kêu gọi Trump "yêu cầu tất cả những người biểu tình rời khỏi Điện Capitol và khuôn viên ngay lập tức". Schumer, trong phát biểu sau khi Thượng viện tiếp tục cuộc họp, miêu tả những người tham gia việc xông vào tòa nhà là "khủng bố nội địa", và những hành động của họ sẽ là "vết nhơ dấn vào đất nước chúng ta khó mà rửa được". Sau đó, Pelosi cũng nói sau tuyên bố sẽ tiếp tục cuộc họp để chứng nhận kết quả kiểm phiếu đại cử tri, "hãy cầu nguyện rằng sự xúi giuc bạo lực này sẽ là một điều khiến chúng ta hàn gắn lại".
Dân biểu Cori Bush (D-MO) đã đăng một lời tweeted đưa ý định đưa lên một nghị quyết đòi trục xuất "những thành viên Quốc hội theo Đảng Cộng hòa đã kích động vụ tấn công khủng bố nội địa này nhằm lật ngược cuộc bầu cử".
Dân biểu Adam Kinzinger (R-IL) đã lên án bạo lực và miêu tả sự việc là một "nỗ lực đảo chính". Dân biểu Liz Cheney (R-WY), Chủ tịch Hội nghị Đảng Cộng hòa Hạ viện (vị trí cao thứ 3 trong các lãnh đạo Cộng hòa ở Hạ viện) phát biểu "Không có bàn cãi gì nữa, Tổng thống đã tạo ra đám đông, Tổng thống đã diễn thuyết trước đám đông.  Ông ta đã châm lửa." Tân Dân biểu Nancy Mace (R-SC), người đã hoạt động trong cuộc vận động tranh cử năm 2016 của Trump, nói "tất cả những nỗ lực của ông... mọi thứ đó — toàn bộ di sản của ông— đã bị xóa bỏ" do bạo loạn. Dân biểu Mike Gallagher (R-WI) phát biểu về bạo loạn rằng ông "chưa từng thấy việc gì như thế này từ khi tôi đã được triển khai tại Iraq". Dân biểu Cathy McMorris Rodgers (R-WA), người từng có ý định phản đối chứng nhận kết quả bầu cử, tuyên bố rằng bà sẽ không phản đối nữa sau khi chứng kiến sự kiện "nhục nhã và phi Mỹ" ngày 6 tháng 1. Cùng với bà, các thượng nghị sĩ Kelly Loeffler (R-GA), Steve Daines (R-MT), James Lankford (R-OK), Marsha Blackburn (R-TN), và Mike Braun (R-IN), đều thay đổi ý định phản đối chứng nhận sau khi chứng kiến bạo động của đám đông.
Thượng nghị sĩ Mitt Romney (R-UT) nói, "sự việc xảy ra tại Điện Capitol Hoa Kỳ hôm nay là một nổi dậy, do chính Tổng thống Hoa Kỳ kích động" và là một phần của "một cuộc tấn công chưa từng thấy vào nên dân chủ của chúng ta". Thượng nghị sĩ Ben Sasse (R-NE) nói, "Bạo lực này kết quả xấu xa và không tránh khỏi phát động từ thói ham mê gây chia rẽ của tổng thống." Thượng nghị sĩ Pat Toomey (R-PA) phát biểu trong cuộc họp Thượng viện: "Chúng ta đã chứng kiến máu chảy vì một kẻ mị dân đã chọn cách tung ra những điều sai trái và gây ngờ vực trong những người Mỹ đồng quốc." Thượng nghị sĩ Richard Burr (R-NC) nói, "Tổng thống đã phải chịu tránh nhiệm cho sự kiện hôm nay qua việc đưa ra những thuyết âm mưu vô căn cứ để dẫn đến nước này." Thượng nghị sĩ Ted Cruz (R-TX) lên án cuộc biểu tình và nói "Bạo lực luôn không được chấp nhận.  Ngay cả khi giận dữ đang cao độ.  Bất cứ ai tham gia bạo lực—đặc biệt là chống lại người thực thi pháp luật — phải bị truy tố đến cùng." Chính Cruz, cùng với Thượng nghị sĩ Josh Hawley, đã bị các Thượng nghị sĩ Chris Coons (D-DE), Patty Murray (D-WA), và Ron Wyden (D-OR) kêu gọi từ chức. Cũng có những chỉ trình nhắm vào các thượng nghị sĩ đã từng gửi các thông điệp gây quỹ trong lúc sự kiện đang diễn ra tại Washington.

### Phản ứng quốc tế
Các nhà lãnh đạo từ Australia, Canada, Pháp, Đức, Iran, Israel, Vương quốc Anh và hơn hai chục các quốc gia khác đều bày tỏ quan ngại về các cuộc biểu tình và lên án bạo lực. Một số người chỉ trích chính chính phủ Hoa Kỳ và vai trò của chính Trump trong việc kích động rối loạn, so sánh cuộc bạo loạn với các sự kiện hỗn loạn khác trong suốt lịch sử. Nhiều nhà lãnh đạo thế giới đã kêu gọi ôn hòa, mô tả cuộc bạo động là "một cuộc tấn công vào nền dân chủ".
Đại diện Cấp cao về Đối ngoại của Liên minh châu Âu Joseph Borrell tuyên bố rằng nền dân chủ Mỹ dường như đang bị "bao vây", trong khi Chủ tịch Hội đồng châu Âu Charles Michel nói thêm rằng Quốc hội Hoa Kỳ là một "ngôi đền của nền dân chủ" và gọi các sự kiến này là một "cú sốc". Tổng thư ký NATO, Jens Stoltenberg, gọi những cảnh tượng tại Điện Capitol Hoa Kỳ là "gây sốc" trên Twitter, và tuyên bố rằng "kết quả của cuộc bầu cử dân chủ này phải được tôn trọng". Tổ chức các quốc gia châu Mỹ tuyên bố rằng "việc áp dụng vũ lực và phá hoại chống lại các thể chế tạo thành một cuộc tấn công nghiêm trọng chống lại hoạt động dân chủ". Ngoài ra, Tổng thư ký Liên Hợp Quốc, António Guterres, tuyên bố rằng ông "rất buồn trước các sự kiện tại Điện Capitol của Hoa Kỳ ở Washington, DC, hôm thứ Tư" và nói thêm rằng "trong hoàn cảnh như vậy, điều quan trọng là các nhà lãnh đạo chính trị phải gây dấu ấn đối với những người ủng hộ họ, cần phải kiềm chế bạo lực, cũng như tôn trọng các quy trình dân chủ và pháp quyền."

## Hậu quả

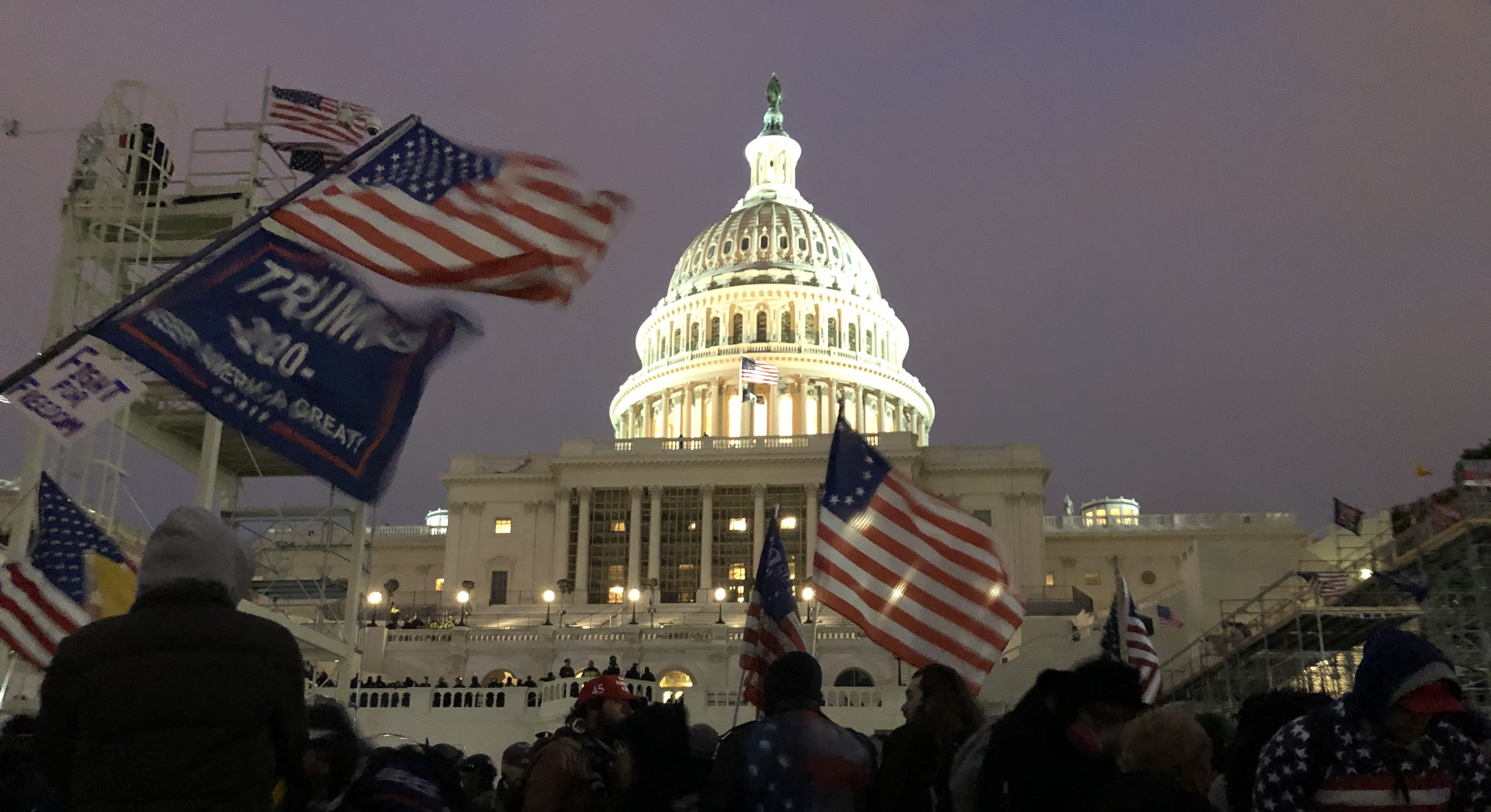
Những người biểu tình ủng hộ Trump xung quanh Điện Capitol vào tối ngày 6 tháng 1.

Vào ngày 7 tháng 1, Michael R. Sherwin, công tố viên lâm thời của Hoa Kỳ cho Đặc khu Columbia, cho biết những kẻ bạo loạn có thể bị buộc tội với những âm mưu dấy loạn hoặc nổi loạn. Ông cho biết bất kỳ  Cảnh sát viên Capitol nào bị phát hiện hỗ trợ những kẻ bạo loạn sẽ bị buộc tội, và ông góp ý thêm rằng Trump có thể bị điều tra về những nhận xét mà ông đưa ra với những người ủng hộ trước khi họ xông vào Điện Capitol và những người khác đã "hỗ trợ hoặc tạo điều kiện hoặc đóng một số vai trò phụ trợ " trong các sự cố cũng có thể bị điều tra. Theo sau sự cố này, một quan chức FBI cho biết họ dự kiến sẽ thực hiện hàng trăm vụ bắt giữ vì tội danh nổi loạn và âm mưu. Những người đã bị bắt bao gồm thủ lĩnh của một nhóm Proud Boys ở Hawaii; Jake Angeli, còn được gọi là "QAnon Shaman"; và con trai 34 tuổi của một thẩm phán Tòa án Tối cao Quận Kings, trong số những người khác. Một cảnh sát viên gốc Việt,  Phạm Đình Tâm, làm việc tại Sở Cảnh Sát Houston trong 18 năm, đã bị cho ngưng chức vụ.
Những lời kêu gọi truy tố Trump vì kích động đám đông cũng được đưa ra sau sự kiện này. Do Trump tiếp tục tuyên bố rằng cuộc bầu cử tổng thống đã bị gian lận mà không có bất kỳ bằng chứng thực sự nào và kích động bạo lực, nền tảng truyền thông xã hội Twitter đã tạm ngưng tài khoản chính của Trump trước tiên trong 12 giờ và sau đó đình chỉ vĩnh viễn tài khoản của ông. Sau đó, Trump đã cố gắng truy cập các tài khoản thay thế trên nền tảng để tiếp tục đả kích xếp hạng cho nên tất cả các tweet sau đó đã bị xóa và các tài khoản bị tạm ngưng hoặc bị cấm. Ngoài ra, Trump cũng bị cấm trên các phương tiện truyền thông xã hội lớn khác như Facebook, YouTube và Snapchat, có nghĩa là Trump về cơ bản đã bị loại bỏ quyền truy cập vào hầu hết các nền tảng truyền thông xã hội lớn và không thể giao tiếp trực tiếp với người khác thông qua mạng xã hội.
Việc thực thi pháp luật thất bại trong việc ngăn chặn đám đông xâm phạm Điện Capitol đã thu hút sự giám sát Cảnh sát Điện Capitol và các cơ quan cảnh sát khác có liên quan. Trong bối cảnh bạo lực ở thủ đô, một số thành viên của chính quyền Trump đã từ chức.
Các chuyên gia sức khỏe cộng đồng đã nói rằng cuộc xâm nhập vào điện Capitol có khả năng làm cho COVID-19 siêu lan rộng.

### Luận tội Trump
Vào ngày 11 tháng 1 năm 2021, David Cicilline, cùng với Jamie Raskin và Ted Lieu, đã giới thiệu với Hạ viện bài viết luận tội Trump của họ vì "kích động nổi loạn" bằng việc thúc giục những người ủng hộ ông tuần hành tới tòa nhà Quốc hội.
Nancy Pelosi chỉ định những người chịu trách nhiệm công việc luận tội, do Raskin đứng đầu, tiếp theo là Diana DeGette, Cicilline, Joaquin Castro, Eric Swalwell, Lieu, Stacey Plaskett, Madeleine Dean và Joe Neguse.
Tổng thống Trump bị luận tội lần thứ hai vào ngày 13 tháng 1 năm 2021. Ông là quan chức liên bang duy nhất từng bị luận tội hai lần.